# Johann Eitel von Brandt
Johann Eitel von Brandt (* um 1695; † 1761) war ein preußischer Landrat. Er stand von 1736 bis 1748 dem Kreis Soldin vor. 
Er war ein Sohn von Hans Erich von Brandt, der Erbherr auf Hollbach in der seit 1648 zu Brandenburg-Preußen gehörenden Grafschaft Hohenstein war. Welche Bildung Johann Eitel von Brandt erhielt, ist nicht überliefert. Er diente in der Preußischen Armee, in der er zuletzt Leutnant oder Hauptmann („Capitain“) war. 
Im Jahre 1736 wurde er Landrat des Kreises Soldin in der Neumark. 1748 nahm er seinen Abschied, Christian Friedrich von Küssow wurde sein Nachfolger. 
Während seiner Zeit als Landrat wohnte Johann Eitel von Brandt in der Stadt Berlinchen im Kreisgebiet. Er war nicht verheiratet. 